# Mesapamea acorina
Mesapamea acorina är en fjärilsart som beskrevs av Rudolf Pinker 1971. Mesapamea acorina ingår i släktet Mesapamea och familjen nattflyn. Inga underarter finns listade i Catalogue of Life.